# Hemicordulia olympica
Hemicordulia olympica – gatunek ważki z rodziny szklarkowatych (Corduliidae).